# Burgstädt
Burgstädt ist eine Kleinstadt im Westen des Landkreises Mittelsachsen im Freistaat Sachsen und ist Sitz der Verwaltungsgemeinschaft Burgstädt.

## Geographie

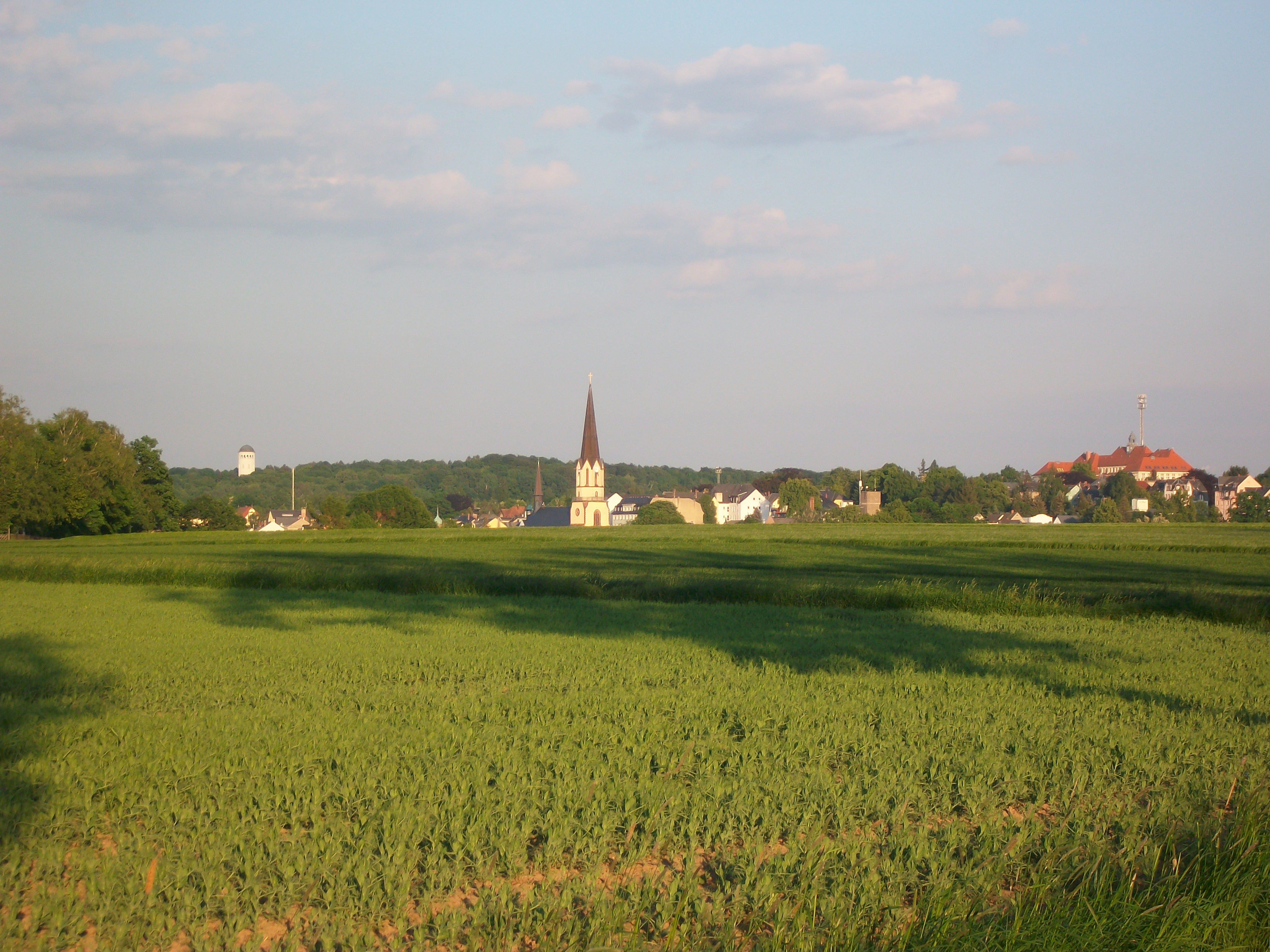
Burgstädt, Kirche und Taurastein

Die Stadt liegt rund acht Kilometer nordöstlich von Limbach-Oberfrohna und 15 Kilometer nördlich von Chemnitz zwischen den Tälern der Flüsse Zwickauer Mulde und der Chemnitz, die nördlich der Gemeinde zusammenfließen. Sie liegt im Naturraum Mulde-Lösshügelland und hier überwiegend im Bereich Burgstädter Plateau; die Tallagen des Ortsteils Mohsdorf und Schweizerthal liegen im Naturraum Mittleres Chemnitztal.
Höhenangaben:
- Marktplatz 295 m ü. NN
- Taurastein 360 m ü. NN
- Muldental ca. 185 m ü. NN

### Stadtgliederung
- Burkersdorf mit Heiersdorf
- Göppersdorf mit Herrenhaide
- Helsdorf
- Mohsdorf mit Schweizerthal

### Nachbargemeinden
| Penig  | Lunzenau, Königshain-Wiederau               | Claußnitz       |
| Penig  | Kompassrose, die auf Nachbargemeinden zeigt | Claußnitz       |
| Mühlau | Hartmannsdorf                               | Taura, Chemnitz |

Bis auf die kreisfreie Stadt Chemnitz liegen alle Städte und Gemeinden im Landkreis Mittelsachsen.

### Klima

Niederschlagsmittelwerte für den Zeitraum von 1961 bis 1990

Der Jahresniederschlag beträgt 685 mm. Der Niederschlag liegt im mittleren Drittel der Messstellen des Deutschen Wetterdienstes. 37 % zeigen niedrigere Werte an. Der trockenste Monat ist der Februar.
Im Juni, dem regenreichsten Monat, fällt etwa doppelt so viel Niederschlag wie im Februar. Die jahreszeitlichen Niederschlagsschwankungen liegen im oberen Drittel. In 69 % aller Orte schwankt der monatliche Niederschlag weniger.

## Geschichte

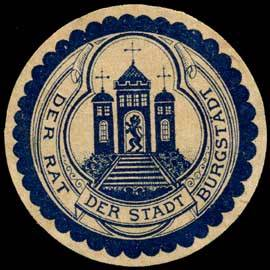
Siegelmarke des Stadtrates Burgstädts

### Mittelalter
Im 12. Jahrhundert entstanden die heute nach Burgstädt eingemeindeten Waldhufendörfer Burkersdorf, Göppersdorf, Heiersdorf und Mohsdorf. Auf der Höhe, rechts des Brauselochbachs befand sich die Kirche von Burkersdorf. Auf der sich nach Osten erstreckenden Pfarrhufe entstand ein Handelsplatz, der jetzige Marktplatz, um den sich Handwerker und Händler ansiedelten. Dieser Handelsplatz war die Keimzelle der späteren Stadt Burgstädt. Das Besondere ist, dass die Stadt auf der Flur eines bereits existierenden Dorfes entstand, das Dorf nicht in der Stadt aufging, sondern als selbständige Gemeinde weiter existierte.
Die erste urkundliche Erwähnung erfolgte 1378 als „zu Burkissdorf vor dem stedil“, wo das „stedil“ nur Burgstädt darstellen kann. Als Namensherkunft wird auf die Personennamen Burghart, Burgwart hingewiesen. Die heutige Schreibweise des Stadtnamens existiert in dieser Weise seit 1822, als man die Stadtnamen von Burkersdorf und Burgstädt klarer voneinander unterschied.

### Frühe Neuzeit
Ursprünglich galt in Burgstädt der Ackerbau als Haupterwerb. Die landwirtschaftlichen Produkte wie Gerste und Lein waren für die Industrie und das Gewerbe der Ausgangspunkt. So entstanden allmählich Handwerkerinnungen wie z. B. der Bäcker 1504, der Leineweber 1512 oder der Schneider 1577. Das Braurecht wurde den Einwohnern wohl bereits von Anfang an verliehen. Jahrmärkte und Volksfeste durften seit 1568 nur auf dem Anger stattfinden. Das Recht zur Durchführung von Wochenmärkten erhielt die Stadt am 22. März 1631.
Im 18. Jahrhundert entwickelte sich die Industrie vor allem in den Barockbauten der Herrenstraße. Bereits 1742 brachte der Burgstädter Zeughändler Johann Friedrich Wagner seine Waren zur Leipziger Messe und erzielte mit ihnen erfolgreiche Abschlüsse. Die Textilindustrie spielte in Burgstädt eine große Rolle. Mit der Einführung des mechanischen Webstuhles stieg das Ansehen der Textilindustrie stark an.

### 19. und 20. Jahrhundert
1840 nahm die erste Postagentur ihre Tätigkeit auf und beförderte Postsachen an die Fahrpost in Hartmannsdorf. 1868 wurde der erste Telegraph eingeführt und 1891 erfolgte der Anschluss an das Fernsprechnetz.
Dreieinhalb Wochen vor dem Ende des Zweiten Weltkrieges, am 14. April 1945, nahmen US-Truppen Burgstädt ein.

### Historische Ortsnamenformen
- 1378: Burkirstorff vor dem stetil
- 1518: stetlein Burckerßdorf
- 1551: Burckerßtorff
- 1619: Burckstadt, Borckstedt
- 1643: Burckstedtel
- 1671: Burgstedt
- 1791: Burgstädtel, od. Burgstädt[4]

### Eingemeindungen
| Ehemalige Gemeinde            | Datum           | Anmerkung                      |
| ----------------------------- | --------------- | ------------------------------ |
| Burkersdorf                   | 1. April 1935   |                                |
| Göppersdorf (mit Herrenhaide) | 1. April 1935   |                                |
| Heiersdorf                    | 1. Oktober 1929 | Eingemeindung nach Burkersdorf |
| Helsdorf                      | 1. Januar 1974  |                                |
| Mohsdorf (mit Schweizerthal)  | 1. April 1995   |                                |

### Einwohnerentwicklung
Entwicklung der Einwohnerzahl (ab 1960: 31. Dezember):
| - 1551 – 143 - 1720 – 138 - 1834 – 2.668 - 1946 – 19.453 1) - 1950 – 18.329 2) - 1960 – 17.426 - 1981 – 14.190 | - 1984 – 13.878 - 1998 – 12.751 - 1999 – 12.700 - 2000 – 12.642 - 2001 – 12.508 - 2002 – 12.412 - 2003 – 12.466 | - 2004 – 12.297 - 2005 – 12.159 - 2006 – 12.037 - 2007 – 11.884 - 2008 – 11.751 - 2012 – 11.043 - 2013 – 10.978 | - 2018 – 10.672 - 2019 – 10.643 - 2020 – 10.530 |

Datenquelle ab 1998: Statistisches Landesamt des Freistaates Sachsen
1) 29. Oktober
2) 31. August

### Gedenkstätten
- Ehrenhain mit zwei Plastiken und einem Gedenkstein an der Mittweidaer Straße für die Opfer des Faschismus
- Gedenkstein im Ortsteil Herrenhaide für den Widerstandskämpfer der Roten Kapelle Albert Hößler, der 1942 ermordet wurde. Der Stein wurde nach 1990 geschleift.

## Politik
2023 fand in Burgstädt ein Bürgerentscheid mit der Fragestellung „Sind Sie mit dem Entwurf der Vereinbarung über den Zusammenschluss der Stadt Burgstädt und der Gemeinde Taura im Wege einer Gemeindeeingliederung einverstanden?“ statt. Der Entscheidungsvorschlag wurde mit knapper Mehrheit angenommen ohne das Quorum zu erreichen und scheiterte zudem an deutlicher Ablehnung in Taura.

### Stadtrat
Seit der Stadtratswahl am 9. Juni 2024 verteilen sich die 22 Sitze des Stadtrates folgendermaßen auf die einzelnen Gruppierungen:
- Freie Wähler Burgstädt: 8 Sitze
- AfD: 5 Sitze
- CDU: 3 Sitze
- Gewerbe- und Handelsverein Burgstädt e. V.: 3 Sitze
- SPD: 1 Sitz
- Grüne: 1 Sitz
- Linke: 1 Sitz

| Liste                                      | 2024   | 2024   | 2019   | 2019   | 2014   | 2014   |
| Liste                                      | Sitze  | in %   | Sitze  | in %   | Sitze  | in %   |
| ------------------------------------------ | ------ | ------ | ------ | ------ | ------ | ------ |
| Freie Wähler Burgstädt e. V.               | 8      | 38,5   | 12     | 48,4   | 12     | 47,4   |
| AfD                                        | 5      | 22,7   | 3      | 14,3   | –      | –      |
| CDU                                        | 3      | 13,3   | 5      | 22,1   | 4      | 18,6   |
| Gewerbe- und Handelsverein Burgstädt e. V. | 3      | 12,4   | 5      | 22,1   | 1      | 7,4    |
| SPD                                        | 1      | 5,1    | 1      | 7,9    | 2      | 10,3   |
| Grüne                                      | 1      | 4,2    | 1      | 7,9    | –      | 3,3    |
| Linke                                      | 1      | 3,6    | 1      | 7,2    | 2      | 9,3    |
| FDP                                        | –      | –      | –      | –      | 1      | 3,8    |
| Wahlbeteiligung                            | 66,3 % | 66,3 % | 62,1 % | 62,1 % | 48,0 % | 48,0 % |

### Bürgermeister

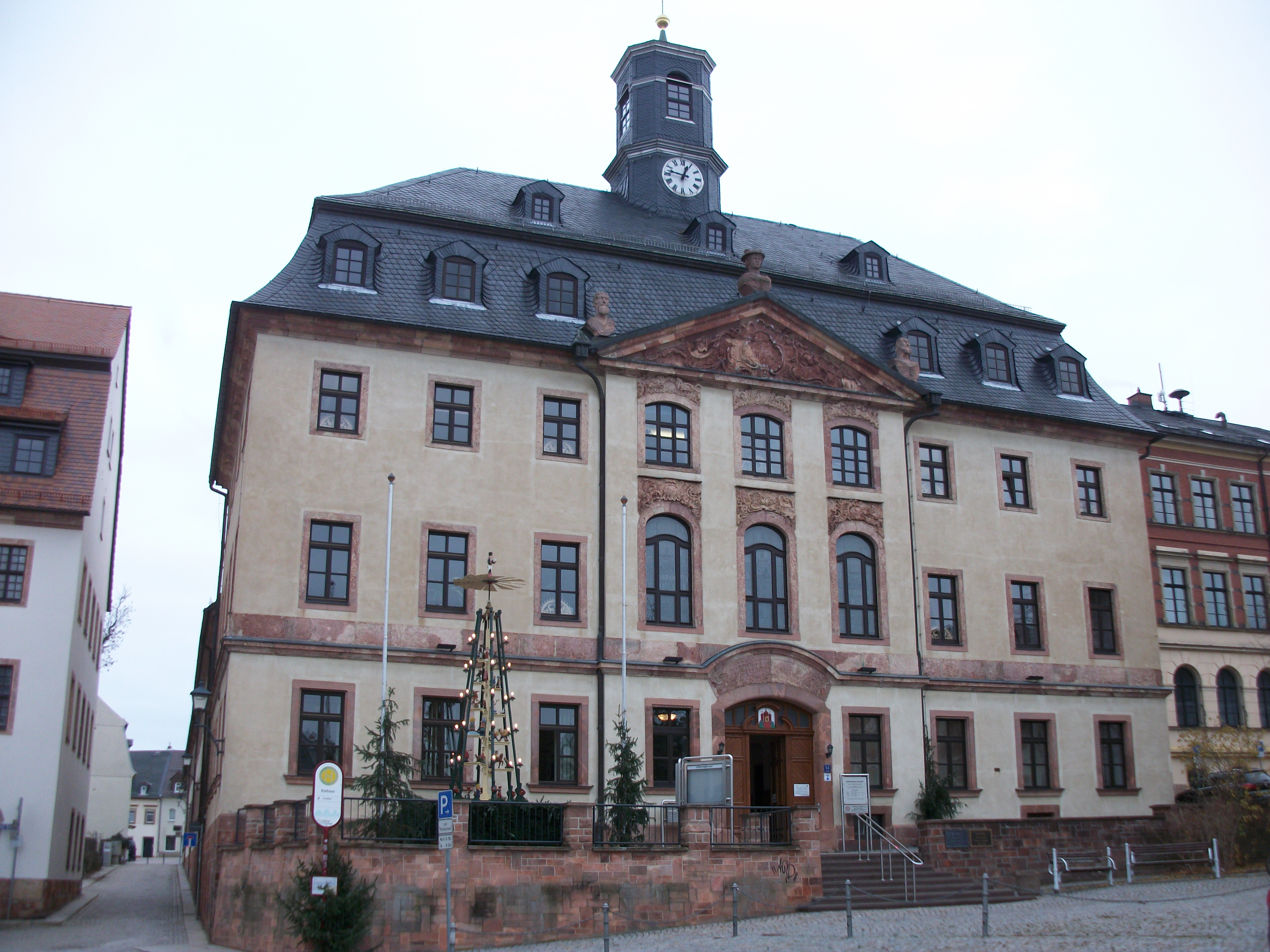
Rathaus Burgstädt mit Ortspyramide

Bürgermeister ist Lars Naumann (FWB), der Sohn seines Vorgängers Lothar Naumann. Er gewann die aktuelle Wahl vom 12. Juni 2022 mit 50,7 % gegen seine Hauptgegenkandidaten Dirk Guhl (parteilos, 14,8 %) und Steve Sarfert (SPD, 12,0 %). Die Wahlbeteiligung lag bei 53,4 %.
Im Juni 2015 wurde Naumann mit 93,6 % der Stimmen im Amt bestätigt.
| Wahl | Bürgermeister  | Vorschlag | Wahlergebnis (in %) |
| ---- | -------------- | --------- | ------------------- |
| 2022 | Lars Naumann   | FWB       | 50,7                |
| 2015 | Lars Naumann   | FWB       | 93,6                |
| 2008 | Lars Naumann   | FWB       | 41,8                |
| 2001 | Lothar Naumann | FWB       | 72,3                |

### Wappen
Das Wappen der Stadt Burgstädt zeigt in Silber (weiß) zwei rote vierfenstrige Türme mit runden Dächern, besetzt mit goldenen (gelben) bekreuzten Kugeln, verbunden durch eine spitzbedachte Mauer, ebenfalls mit einer goldenen (gelben) bekreuzten Kugel, empor führende rote Stufen und einen rotbezungten Löwen auf goldenem (gelbem) Mittelschild.

### Städtepartnerschaften
- Ahnatal, seit 3. Oktober 1990
- Pári (Ungarn), seit 5. Oktober 2008

## Kultur und Sehenswürdigkeiten

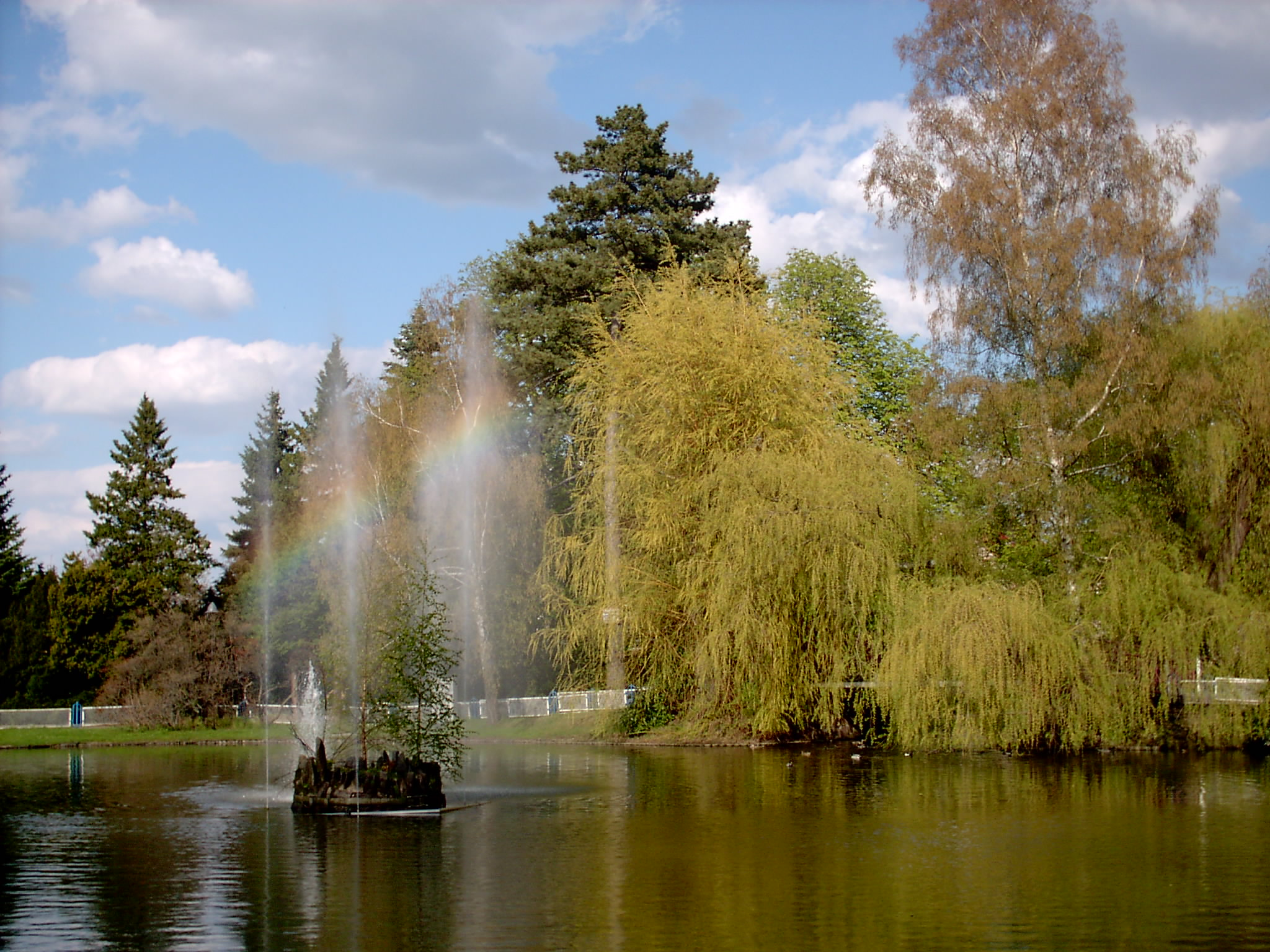
Teich im Wettinhain

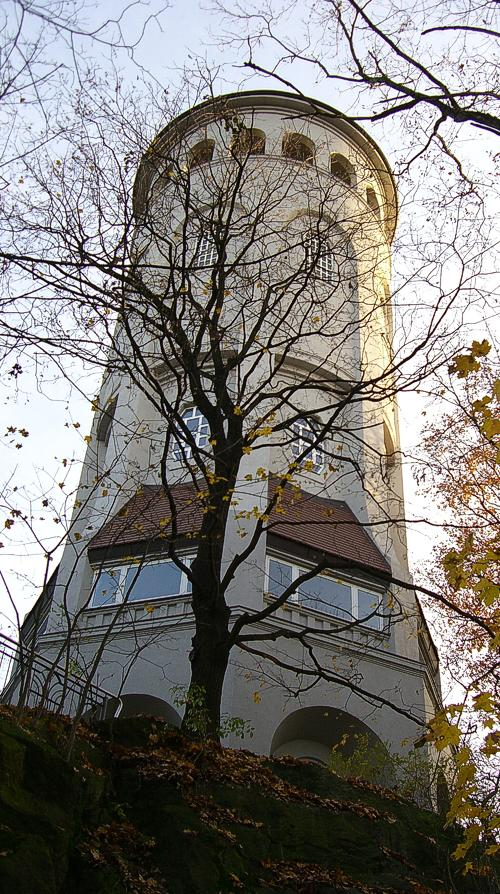
Taurasteinturm im Wettinhain

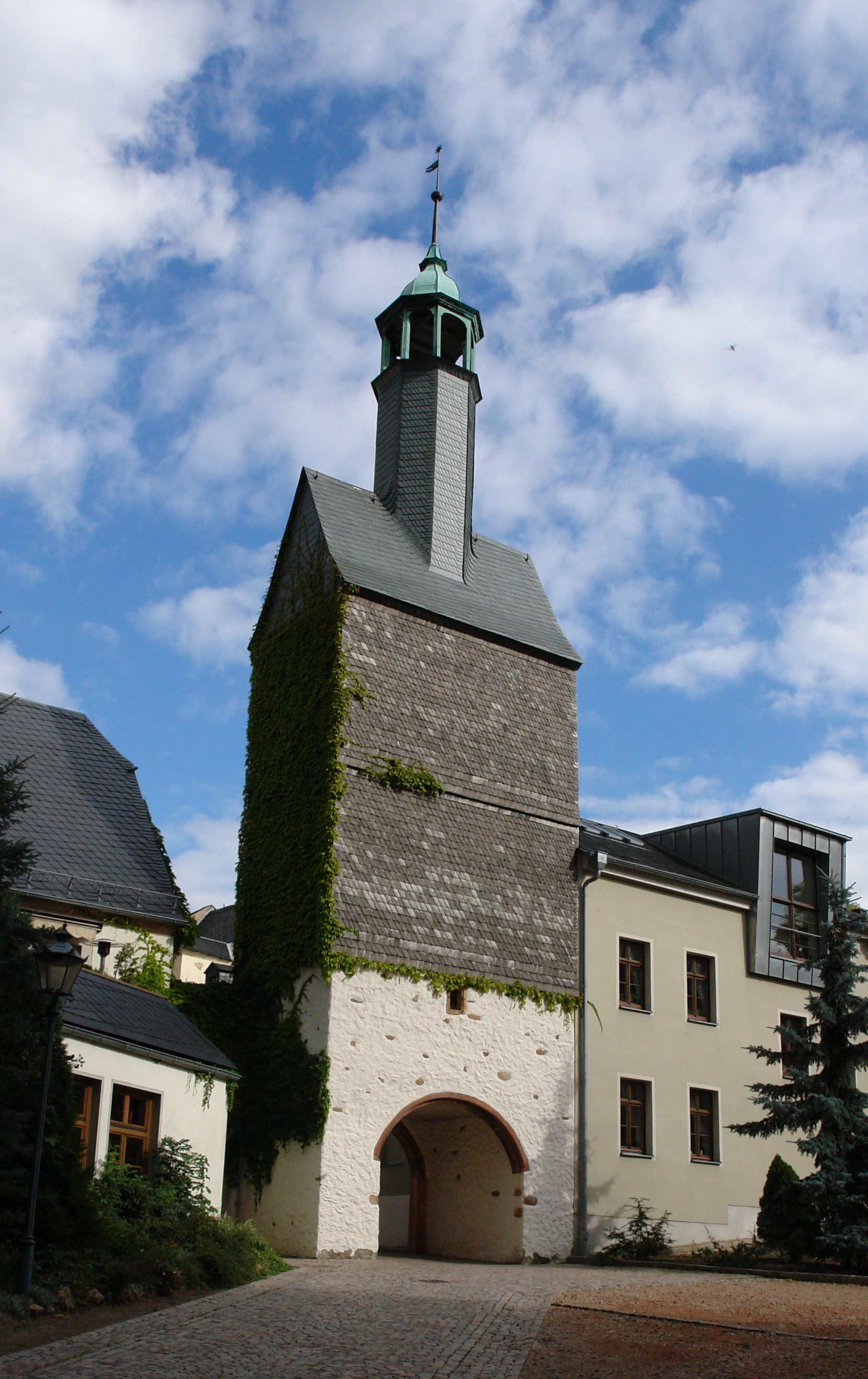
Der Seigerturm am Markt

Die Stadt verfügt über einen gut erhaltenen Stadtkern. Sehenswürdigkeiten sind unter anderem das Ensemble mit Stadtkirche – Seigerturm –, das Rathaus und das Gymnasium. Städtebaulich ist die Innenstadt durch eine Abfolge von Plätzen (Markt, Brühl und weitere kleine Plätze) geprägt. Der Marktplatz wurde 2008 komplett umgestaltet und zeigt sich seitdem in einem Materialmix aus Edelstahl, sachlich-abstrakten Beleuchtungsstelen und einer Darstellung zum regionalen Sagenschatz aus Rochlitzer Porphyrtuff.
Entlang der Mittweidaer Straße befindet sich das Naherholungsgebiet Burgstädts, der Wettinhain. In diesem Park befinden sich ein Teich, ein Spielplatz, zahlreiche Sitzgelegenheiten und der Taurastein mit dem markanten Taurasteinturm. Als Wasser- und Aussichtsturm geplant wurde er 1912/13 errichtet und liegt 348,6 m über NN. Heute wird der 39 m hohe Turm als beliebtes Ausflugsziel genutzt und beherbergt eine Galerie. Die 163 Stufen wurden zur Finanzierung der Sanierung an Bürger und Firmen versteigert. Jede Stufe trägt ein Schild mit dem Namen des Sponsors.
An der Kreisstraße zwischen Herrenhaide und Taura wurde der Legende nach um 1250 eine Sühnekapelle zum Gedenken an den Märtyrertod von Bischof  Arn von Würzburg (oft auch Arno genannt) im Jahr 892 errichtet. Seit Februar 2006 erinnert ein Denkmal bei der Brücke über die Bahnstrecke Chemnitz-Leipzig daran. Der genaue Ort des Martyriums ist allerdings nicht bekannt, er wird lediglich grob im Bereich zwischen Colditz und Chemnitz vermutet.

## Museen
In Burgstädt gibt es ein Heimatmuseum, ein Feuerwehrmuseum und das Museum Historische Arztpraxis Dr. Böttger.

## Wirtschaft und Infrastruktur

### Verkehr
Westlich der Stadt verläuft die B 95 und östlich die B 107. Die südlich verlaufende A 4 ist ca. 10 km entfernt und über die Anschlüsse Chemnitz-Mitte und Chemnitz-Glösa erreichbar. Auch der 2011 fertiggestellte Teil der A 72 (Planungsabschnitt 2) verläuft in der Nähe der Stadt.
Burgstädt liegt an der Bahnstrecke von Chemnitz nach Leipzig. Diese Strecke wird durch die Regionalexpresslinie RE 6 je Richtung stündlich zwischen Chemnitz und Leipzig bedient. Des Weiteren verkehrt die Bahnlinie 525 der City-Bahn Chemnitz zwischen Burgstädt und Chemnitz. Die Linie 525 wurde nach Abschluss der Umbauarbeiten am Chemnitzer Hauptbahnhof als Teil des Chemnitzer Modells durch den Chemnitzer Hauptbahnhof hindurch bis ins Chemnitzer Stadtzentrum und weiter nach Aue (jetzt als Linie C13) verlängert.
Außerdem wurde Ende 2008 in Burgstädt ein Nahverkehrsbusnetz geschaffen. Dabei fahren  sogenannte Microbusse 24 zusätzlich eingerichtete Haltestellen im 30-Minuten-Takt an.

## Persönlichkeiten

### Ehrenbürger
- 1895: Otto von Bismarck (1815–1898) (Ehrenbürgerschaft nach 1945 aberkannt)
- 1997: Ilse Reisch (1921–2010), Kunstlehrerin, verliehen für ihre Verdienste um das kulturelle Leben Burgstädts; sie war langjährige Leiterin des Kulturbundes Burgstädt e. V. und Hauptinitiatorin der Burgstädter Kulturwoche[19]
- 2010: Lothar Naumann (1949–2025),[20] Bürgermeister von 1994 bis 2008,[21] geehrt für seine Verdienste um die Stadt
- 2019: Christa Uhle (* 1932/33), Erzieherin, verliehen für ihr Wirken im Dienste der Stadt; die Diakonissenschwester hatte über Jahrzehnte den kirchlichen Kindergarten geführt und in dieser Zeit hunderte Burgstädter betreut.[22][23]
- 2019: Norbert Linke (* 1942), Arzt, geehrt für seine Verdienste um das Gemeinwohl; in Burgstädt war er 40 Jahre als Facharzt für Chirurgie, als ärztlicher Direktor der Poliklinik und schließlich als Chefarzt im nach der Wende neu gebauten Krankenhaus tätig gewesen; zudem gehörte er dem Stadtrat von 1990 bis 2019 an und war seit 1994 stellvertretender Bürgermeister.[24][25]

### Söhne und Töchter der Stadt
- Carl Gotthelf Böhme (1785–1855), Musikverleger, Musikalienhändler und Tabakfabrikant
- Friedrich Thieme (1862–1945), Journalist und Schriftsteller
- Hektor Freyer (1865–1948), Kommunalpolitiker
- Fritz Tänzler (1869–1944), Geschäftsführer der Hauptstelle der deutschen Arbeitgeberverbände und der Vereinigung Deutscher Arbeitgeberverbände
- Gotthold Bohne (1890–1957), Jurist, Strafrechtler, Kriminologe und Rechtshistoriker, Rektor der Universität Köln
- Ludwig Preller (1897–1974), Politiker (SPD)
- Alfons Schöpflin (1898–1970), Politiker (SPD)
- Johannes Ackermann (1900–1942), Pfarrer[26]
- Erhard Heinke (1908–1995), Maler und Grafiker
- Erich Gleixner (1920–1962), Fußballspieler
- Heinz Kluge (1921–2001), Handballspieler
- Gerhard Wahrig (1923–1978), Lexikograf
- Gottfried Fischer (1924–2009), Organist, Kantor und Kirchenmusikdirektor
- Lothar Weber (1925–2010), Maler und Grafiker
- Gottfried Härtel (1925–2019), Althistoriker
- Gottfried Uhlig (1928–2019), Pädagoge, Professor für die Geschichte der Pädagogik
- Wolfgang Altenburger (1931–2008), Comic-Autor und Redakteur
- Manfred Schulze (1934–2010), Jazz-Musiker
- Manfred Hering (* 1939), Jazz-Musiker
- Gerd Bachner (* 1945), katholischer Geistlicher und Kölner Dompropst
- Thomas Steinert (1949–2022), Fotograf
- Reinhard Pfundt (* 1951), Komponist
- Thomas Pietzsch (* 1952), Politiker
- Christian Schramm (* 1952), Politiker (CDU)
- Hartmut Junghanns (* 1953), Ökonom und Politiker (SED, PDS, Die Linke)
- Brunhild Kurth (* 1954), Politikerin (CDU), von 2012 bis 2017 sächsische Staatsministerin für Kultus
- Konrad Hunger (1955–2018), Bildhauer
- Peter Jahr (* 1959), Politiker (CDU)
- Barbara Köhler (1959–2021), Lyrikerin
- Rolf Heilmann (* 1960), Physiker und Hochschullehrer
- Iris Firmenich (* 1961), Landtagsabgeordnete (CDU)
- Birgit Schaller (* 1961), Kabarettistin
- Thomas Schmidt (* 1961), Politiker (DBD, CDU)
- Gitta Schüßler (* 1961), Politikerin (NPD)
- Uwe Böttcher (* 1962), Fußballspieler
- Heidrun Jänchen (* 1965), Schriftstellerin
- Simone Violka (* 1968), Politikerin (SPD)
- Gerd Härtig (* 1969), Politiker (Freie Wähler)
- Marko Martin (* 1970), Schriftsteller
- Rico Lieder (* 1971), Leichtathlet
- Michael Naumann (* 1977), Fernsehjournalist, -redakteur und Kommunikationsmanager
- Mandy Kunze (* 1978), Malerin, Grafikerin
- Uta Bretschneider (* 1985), Ethnologin und Museumsleiterin
- Nico Rudolph (* 1989), Politiker (BSW)